# On – drakon
”On – drakon” (svenska: han är en drake) är en rysk fantasy-melodramfilm regisserad av Indar Dzjendubajev, baserad på romanen ”Ritual” av Sergej och Marina Djatjenko. Filmen hade premiär den 3 december 2015.

## Rollista
- Matvej Lykov - Arman
- Maria Pojezzjajeva - Prinsessan Miroslava (Fred)
- Stanislav Ljubsjin - Prince
- Ieva Andrejevajte - Jaroslav
- Peter Romanov - Igor
- Andrej Lebedinskij - rorsman
- Marta Timofejeva - dotter till Mira och Arman
- Ivo Gospodinov - Arman i barndomen
- Jegor Zubartjuk - Armans far
- Viktoria Runtsova - brud
- Anastasia Dubrovina - brud
- Alena Tjechova - brud
- Ljubov Firsova - bruden mamma
- Juri Gorin - brudens far
- Jola Sanko - gammal kvinna
- Andrej Bur - Viking
- Vjatjeslav Tjepurtjenko
- Alexander Tsioma
- Alexander Lutjinin - Igors farfar

## Uppföljare
Filmens framgång i Kina ledde till beslutet att filma en uppföljare med kinesisk finansiering och deltagande. 